# Ýewgeniý Zemskow
Ýewgeniý Zemskow (en ruso: Евгений Земсков; RSS de Turkmenistán, 17 de marzo de 1982) es un exfutbolista de Turkmenistán que jugaba en la posición de centrocampista.

## Carrera

### Club
| Periodo   | Club               |
| --------- | ------------------ |
| 2003–2007 | Nisa Asgabat       |
| 2006–2012 | Lokomotiv Tashkent |

### Selección nacional
Jugó para Turkmenistán en 9 ocasiones de 2004 a 2008 y perticipó en la Copa Asiática 2004.

## Logros
- Ýokary Liga (1): 2003
- Primera Liga de Uzbekistán (1): 2011